# Союз ТМА-11М
«Союз ТМА-11М» — российский пассажирский транспортный пилотируемый космический корабль, на котором был осуществлён полёт к Международной космической станции трёх участников экспедиции МКС-38. Это 118-й пилотируемый полёт корабля типа «Союз», начиная с первого полёта в 1967 году. Старт осуществлён 7 ноября 2013 года, посадка спускаемого аппарата состоялась 14 мая 2014 года.

## Экипаж
- (ФКА) Михаил Тюрин (3-й космический полет) — командир экипажа;
- (НАСА) Ричард Мастраккио (4) — бортинженер;
- (JAXA) Коити Ваката (4) — бортинженер;

## Дублёры
- (ФКА) Максим Сураев (2-й космический полет) — командир экипажа;
- (НАСА) Рид Уайсмен (1) — бортинженер;
- (ЕКА) Александр Герст (1) — бортинженер;

## История

### Подготовка к полёту
26 октября 2013 года основной и дублирующий экипажи корабля «Союз ТМА-11М» прибыли на космодром Байконур для проведения предполетных тренировок и подготовки к запуску.
28 октября 2013 года началась заправка корабля «Союз ТМА-11М» компонентами ракетного топлива и сжатыми газами, а 30 октября 2013 года заправленный корабль был доставлен в МИК КА, где была произведена стыковка с переходным отсеком.
1 ноября 2013 года была произведена установка («накатка») на корабль «Союз ТМА-11М» головного обтекателя.
4 ноября 2013 года была произведена общая сборка ракета-носителя «Союз-ФГ» с транспортным пилотируемым кораблем «Союз ТМА-11М».
5 ноября 2013 года ракета космического назначения «Союз-ФГ» с транспортным пилотируемым кораблём «Союз ТМА-11М» вывезена на «Гагаринский старт» и установлена в стартовую систему.

### Полёт
7 ноября 2013 года в 8 часов 14 минут 15 секунд состоялся старт космического корабля «Союз ТМА-11М» к международной космической станции, в 14 часов 27 минут по московскому времени успешно осуществлена стыковка транспортного пилотируемого корабля «Союз ТМА-11М» с МКС к малому исследовательскому модулю (МИМ1) «Рассвет». Процесс сближения корабля с МКС проводился в автоматическом режиме под контролем специалистов Центра управления полётами ФГУП ЦНИИМАШ. После открытия переходных люков между кораблем и станцией на МКС начал работу экипаж 38/39-й длительной космической экспедиции.
14 мая 2014 в 05:58 мск корабль приземлился примерно в 147 км юго-восточнее казахского города Джезказган.

## Интересные факты
- На транспортном пилотируемом корабле «Союз ТМА-11М» на борт МКС отправился факел «Сочи 2014» — один из главных символов зимних Олимпийских игр 2014 года в Сочи[12]. Олимпийский огонь внесён в эмблему экипажа.
- На ракету и космический корабль нанесена олимпийская символика: на обтекатель корабля — надпись Sochi.ru, год проведения олимпиады — 2014, олимпийские кольца, а на ступени ракеты — композиция в широкой цветовой гамме с приоритетом голубого и синего по мотивам «вологодского лоскутного одеяла» из различных узоров, цветов, листьев, розеток, орнаментов и жар-птица[13][14].
- Спускаемая капсула «Союз ТМА-11М» выставлена в Казани в «Доме занимательной науки и техники»[15].

## Фотогалерея

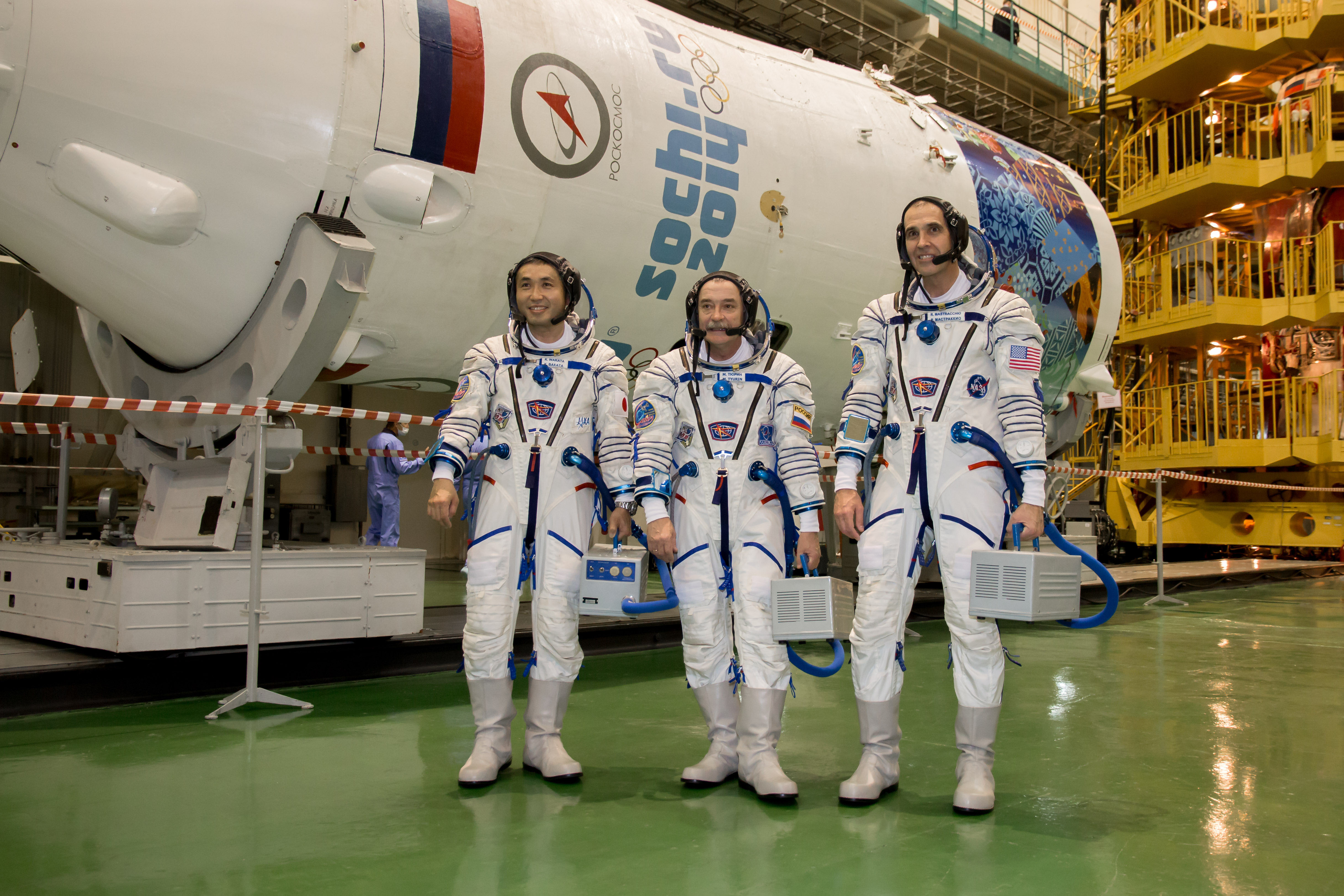
Основной экипаж
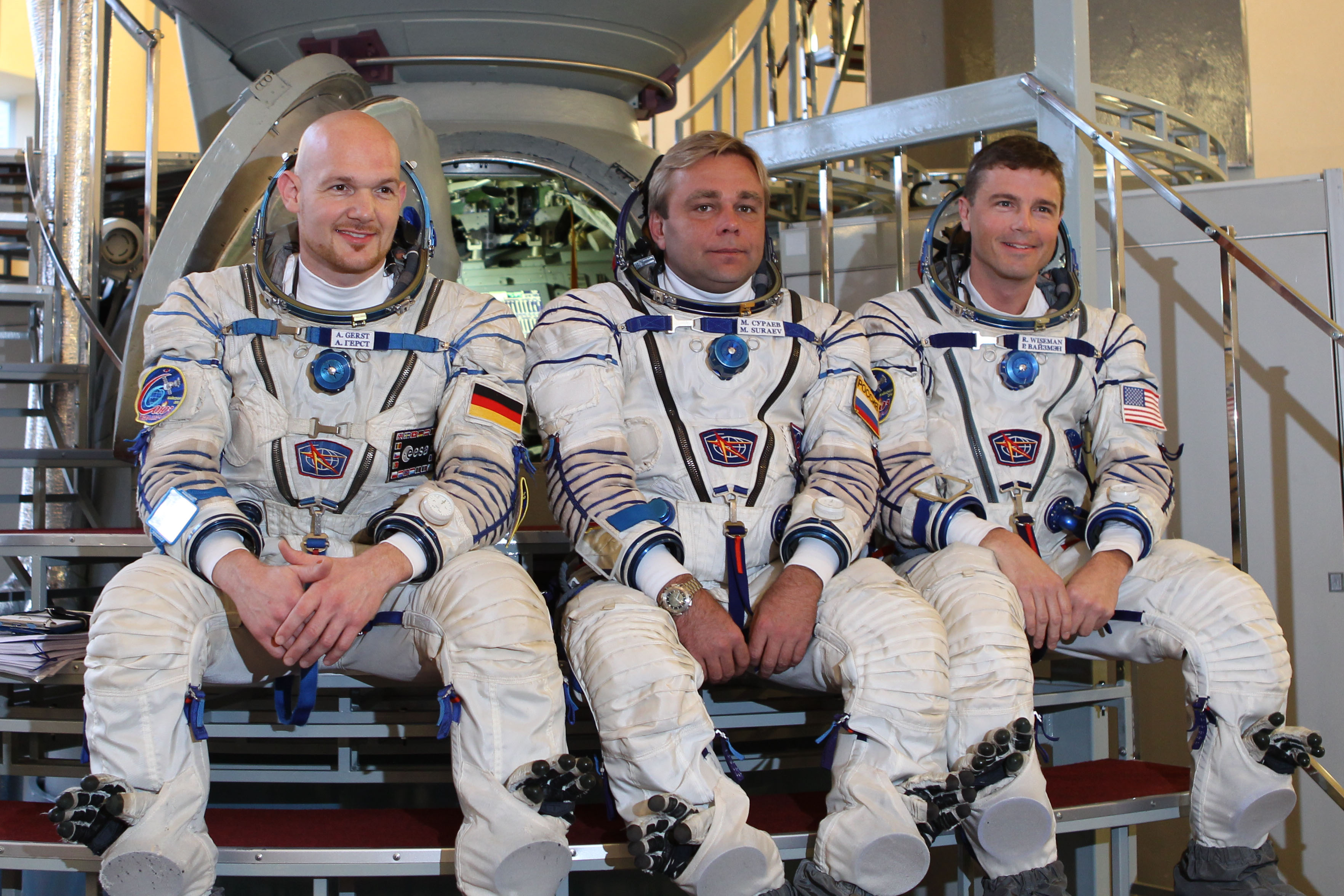
Дублирующий экипаж
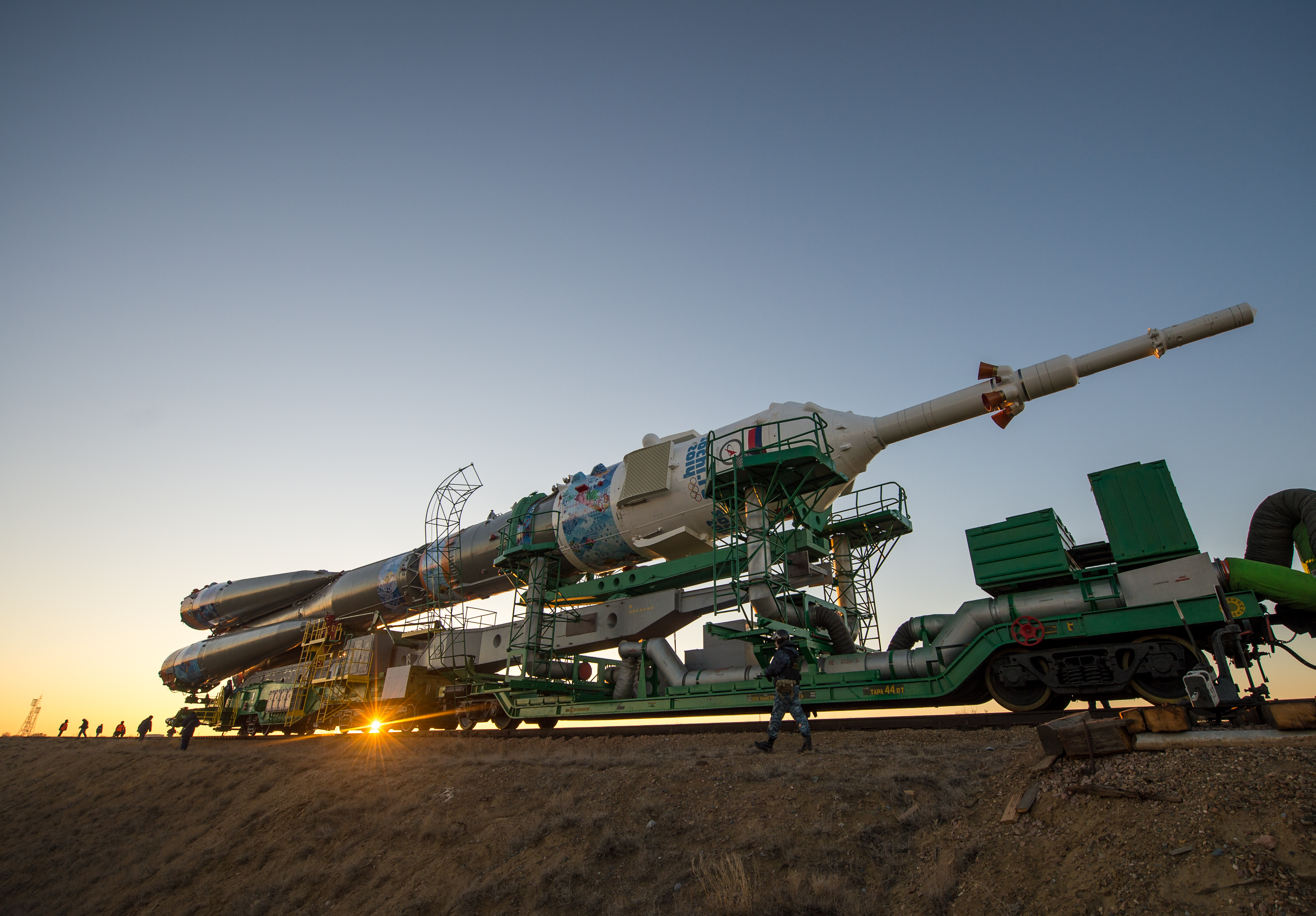
Вывоз РКН «Союз-ФГ» с ТПК «Союз ТМА-11М» 5 ноября 2013 года
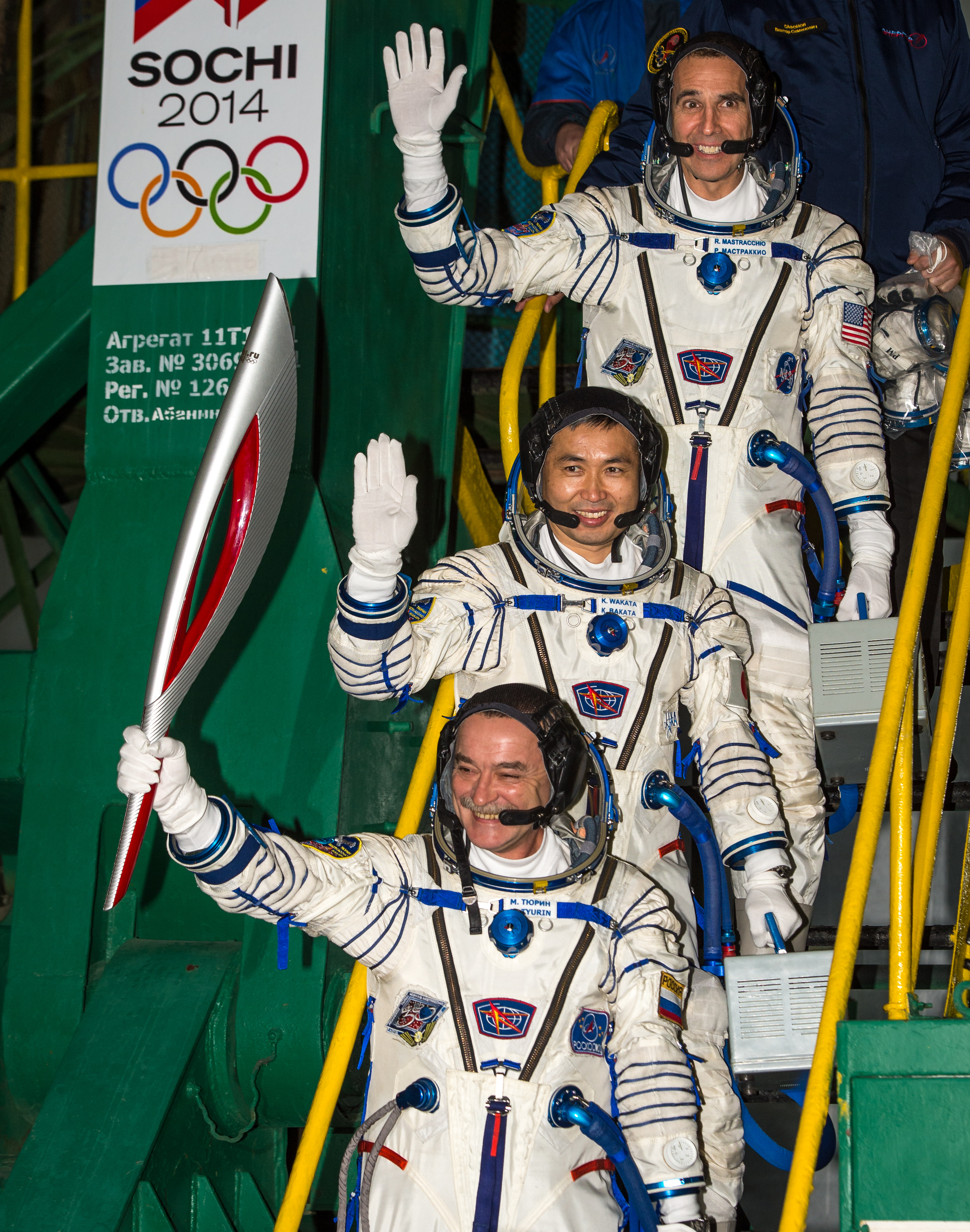
Экипаж корабля с олимпийским факелом перед стартом
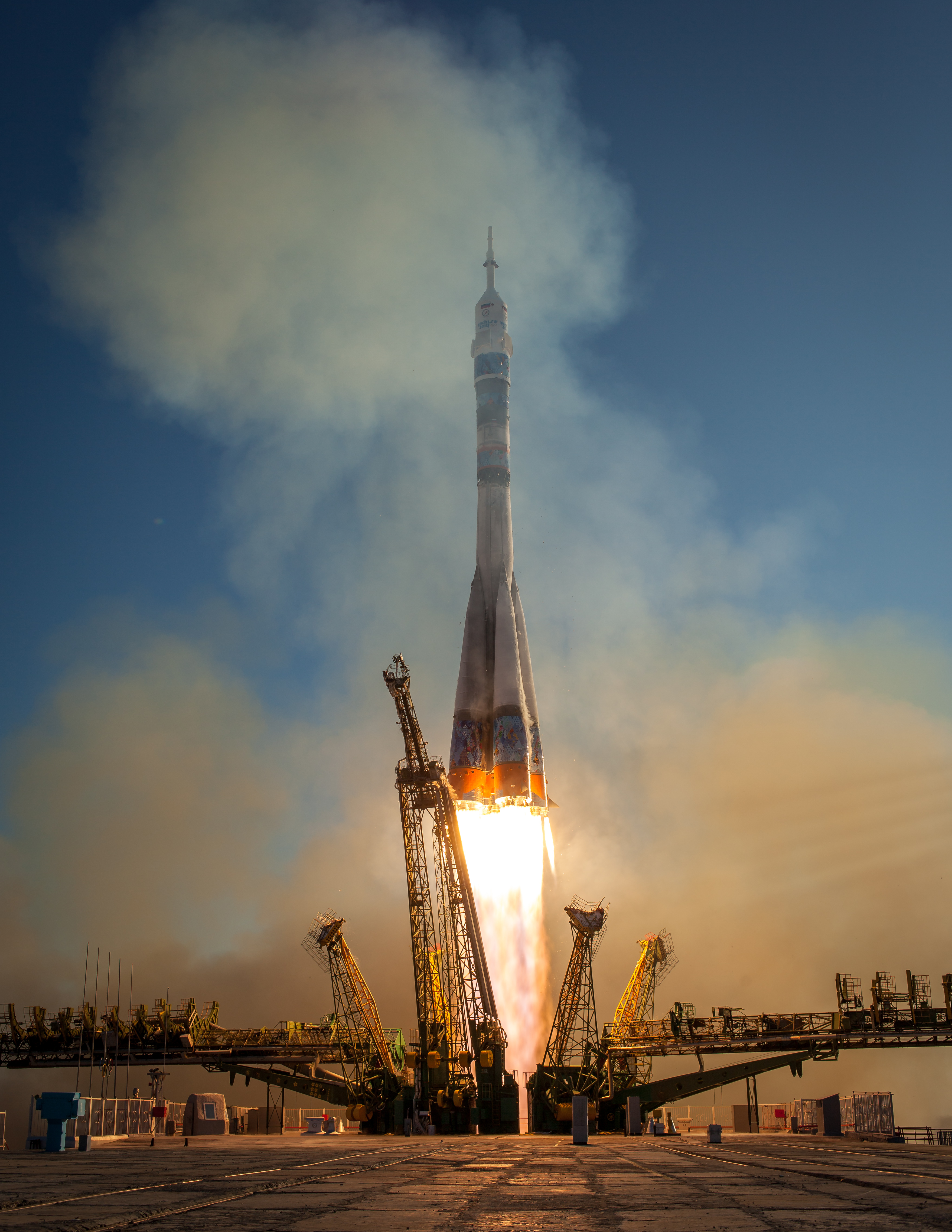
Старт 7 ноября 2013 года
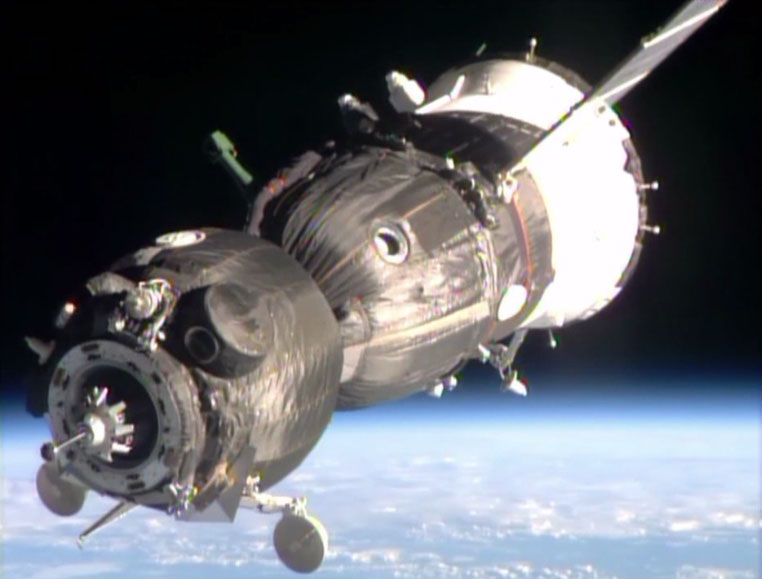
«Союз ТМА-11М» перед стыковкой с МКС